# Fullösa församling
Fullösa församling var en församling i Götene kommun. Församlingen uppgick 2002 i Kinnekulle församling. 

## Administrativ historik
Församlingen har medeltida ursprung. Omkring 1545 införlivades Bolums församling. 
Församlingen var till 1962 annexförsamling i pastoratet Forshem, (Kinne-)Vedum och Fullösa som till omkring 1545 även omfattade Bolums församling. Från 1962 till 2002 var den annexförsamling i pastoratet Forshem, Fullösa, Medelplana, Västerplana, Österplana och Kestad. Församlingen uppgick 2002 i Kinnekulle församling.

## Kyrkor
- Fullösa kyrka